# Đồ Đặc Nhược Thi Trục Tựu thiền vu
Đồ Đặc Nhược Thi Trục Tựu thiền vu (giản thể: 屠特若尸逐就单于; phồn thể: 屠特若尸逐就單于; bính âm: Tútèruòshīzhújiùchányú, ?-177). Năm 172, Y Lăng Thi Trục Tựu thiền vu mất, kì tử kế vị và lấy hiệu là Đồ Đặc Nhược Thi Trục Tựu thiền vu. Năm 177, ông và trung lang tướng Tang Mân xuất quân đến Nhạn Môn Quan công kích quân Tiên Ti của Đàn Thạch Hòe. Năm 178, Đồ Đặc Nhược Thi Trục Tự thiền vu mất.